# Spigelia gracilis
Spigelia gracilis är en tvåhjärtbladig växtart som beskrevs av A. Dc.. Spigelia gracilis ingår i släktet Spigelia och familjen Loganiaceae. Inga underarter finns listade i Catalogue of Life.